# Omphale (Destouches)

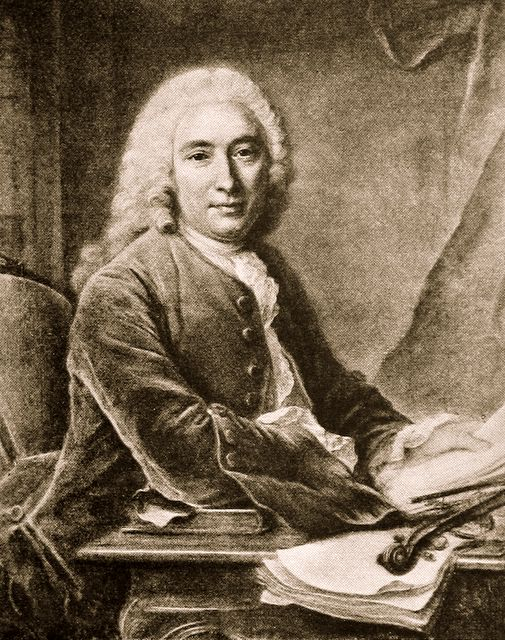
André Cardinal Destouches

Omphale är en opera med musik av den franske tonsättaren André Cardinal Destouches. Den hade premiär den 10 november 1701 på Académie Royale de Musique (Parisoperan). Operan är i form av en tragédie en musique i en prolog och fem akter. Librettot skrevs av Antoine Houdar de la Motte.